# Gaspard Gourgaud
Baron Gaspard Gourgaud (14. listopadu 1783 Versailles – 25. července 1852 Paříž) byl francouzský generál, věrný Napoleonovi I.

## Biografie
Gourgaud byl synem hudebníka, člena dvorní kapely Ludvíka XVI. Vzdělání nabyl na Polytechnice (1799) a poté v dělostřelecké škole v Chalons. Do armády vstoupil roku 1802 jako poručík 7. pluku artilerie. Roku 1803 pak přešel do 6. pluku jízdního dělostřelectva a účastnil se tažení roku 1805 (u Slavkova 2. prosince 1805 raněn). Aktivně se podílel i na tažení 1806–1807: bitvy u Jeny (14. října 1807), Pultusku (26. prosince 1806), Ostrolenky (16. února 1807), Friedlandu (14. června 1807). Roku 1808 byl převelen na Pyrenejský poloostrov a vyznamenal se u Zaragozy (20. února 1809), kde přinutil nepřítele ke kapitulaci.
V tažení roku 1809 vynikl v bitvách u Abensbergu (20. dubna 1809), u Eckmühlu (22. dubna 1809), u Aspern (21.–22. května 1809) a u Wagramu (5.–6. července 1809). Roku 1811 byl Gourgaud vyslán na průzkum do Gdaňska – po předložení perfektní zprávy o cestě jej Napoleon jmenoval svým pobočníkem. V této funkci se pak Gourgaud účastnil ruské kampaně roku 1812 – raněn u Smolenska (16.–17. srpna 1812), bojoval u Borodina (7. září 1812), vyznamenal se při přechodu Bereziny (26.–29. listopadu 1812). Byl i účastníkem německého tažení roku 1813 (bitva u Drážďan, 26.–27. srpna 1813). V bitvě u Lipska (16.–19. října 1813) se svou chladnokrevností opět vyznamenal. Následujícího roku v bitvě u Brienne (29. ledna 1814) zachránil císaři život, když oddíl kozáků pronikl až k císařské suitě a přední útočník zamířil píkou na císaře. Gourgaud jej přesným výstřelem z pistole zneškodnil.
Po Napoleonově abdikaci se podřídil Bourbonům, ale po návratu Napoleona z Elby se opět bez váhání k němu přidal. Byl jmenován generálním adjutantem. Prodělal po boku Napoleona tažení, končící bitvou u Waterloo (18. června 1815). Během tažení byl povýšen do hodnosti brigádního generála. Následně doprovázel Napoleona na ostrov Svaté Heleny. Po třech letech však odjel (1818) zpět do Anglie, kde vydal publikaci „La Campagne de 1815“, česky Tažení 1815 – (Londýn 1818). Tím Gourgaud tak rozzuřil vévodu z Wellingtonu, že byl nucen opustit Velkou Británii a přesídlil do německého Cuxhavenu. Až roku 1821 mu byl povolen návrat do Francie.
Společně s Montholonem vydal obsáhlou publikaci „Mémoires pour servir à l'histoire de France sous Napoléon, écrits à Sainte Hélène sous la dictée de l'empereur heraus“, česky Paměti pro službu dějinám Napoleonské Francie, psané na Svaté Heleně za diktátu císařova (8 svazků, Londýn a Paříž, 1822–1824). Po červencové revoluci roku 1830 opět vstoupil do armády a stal se velitelem dělostřelectva pařížské posádky. Roku 1832 jej jmenoval král Ludvík Filip svým pobočníkem a roku 1835 jej povýšil do hodnosti generálporučíka. Nakonec byl jmenován členem komise pověřené organizací převozu Napoleonových ostatků do Francie (1840) a dalším rokem byl přijat do komory pairů. Po únorové revoluci roku 1848 byl postaven mimo službu, ale roku 1849 byl zvolen do Ústavodárného shromáždění. Generál Gourgaud je pohřben na hřbitově Pére Lachaise.

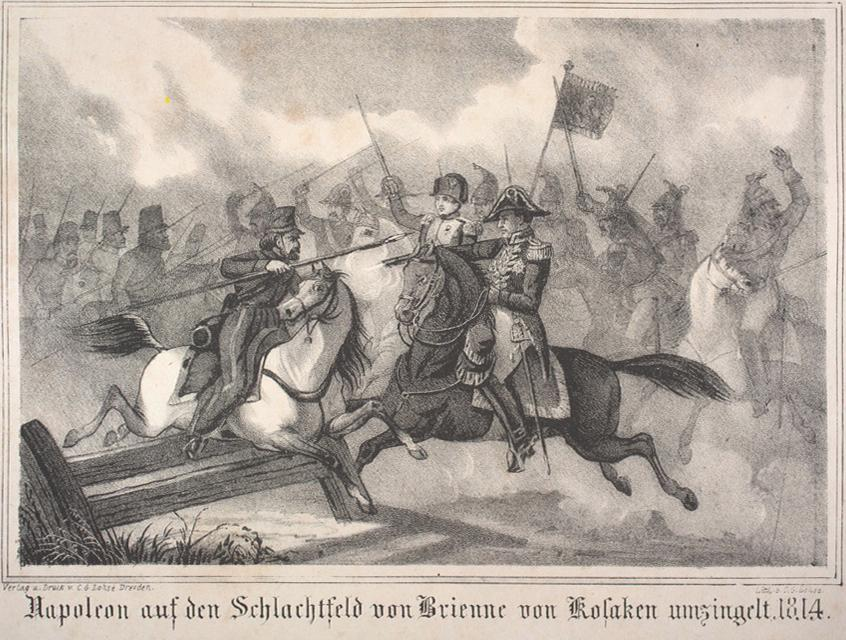
Bitva u Brienne, 29. leden 1814. Generál Gourgaud zachraňuje život císaři přesným výstřelem na kozáckého útočníka. – C. G. Lohse